# Доберсдорф (Рудерсдорф)
Доберсдорф (нем. Dobersdorf) — сельский населённый пункт (село) в Австрии, в федеральной земле Бургенланд и, одновременно, кадастровая община (нем. Katastralgemeinde)  под кадастровым номером 31104, а также статистическая община (нем. Zählsprengel). Статистический код поселения 10508 001. Входит в состав политического округа Еннерсдорф (община Рудерсдорф). Село Доберсдорф расположено в кадастровой общине Доберсдорф к югу от центра политической общины ярмарочного посёлка Рудерсдорф. Население 482 чел. (31.10.2011). Занимает площадь 977,09 га (01.01.2001). Плотность населения - 49,33 чел./км2. Официальный код населённого пункта (нем. Ortschaftkennziffern (OKZ))   —  00108.